# Aradványpuszta
Aradványpuszta Nyíradony város része, Hajdú-Bihar vármegyében, a Nyíradonyi járásban.

## Fekvése
Balkánytól 13 km-re, Nyíradonytól 7 km-re Trombitástanyától 5 km-re és Kismogyoróstól 2 km-re található.
Nyíradony-Aradványpuszta a Nyírség és a Hajdúság, Hajdú-Bihar és Szabolcs-Szatmár-Bereg vármegye határán fekszik. Határos Hajdúsámson, Nyíracsád, Nyírmártonfalva, illetve Nyírmihálydi, Nyírlugos, Balkány és Szakoly községekkel illetve városokkal. Fekvése kedvezőbb, mint a környező tanyavilágé, hiszen e két település a Debrecent és Mátészalkát összekötő 471-es főút és a Apafa–Mátészalka-vasútvonal mentén fekszik. Nyíradony területe kb. 96,5 km², Aradványpuszta és a környező tanyavilág területe pedig kb. 30 km².

## Nevének eredete
A település neve személynévből alakult magyar névadással. Alapjául a szláv eredetű Radovan személynév magyarosított változata szolgált. Később a helységnév az "a" határozott névelővel Aradvánnyá bővült. A "puszta" utótag "major" értelmű, utalva ezzel a 19-20. században itt kialakult gazdálkodási viszonyokra.

## Története
Aradványpuszta története szorosan kapcsolódik Nyíradony város történetéhez. Önállónak mondható történeti fejlődése csak a 18. század második felében indult. Sajnos erről az időszakról is nagyon kevés adat áll rendelkezésünkre, mivel a levéltárakban őrzött, ez időszakot felölelő írott anyag a század elején megsemmisült.
A 10. században telepedett le a vidéken a Gutkeled nemzetség. Ennek bizonyítéka, hogy ekkor már léteztek Kis-Gút és Nagy-Gút (ma Külső-Gút és Belső-Gút) települések, melyek ma Nyíradony külterületéhez tartoznak. A "Boldogságos Szűz" tiszteletére emelt monostor a Guthkeled nemzetség közös tulajdona volt, melyet a premontrei szerzeteseknek emeltek.  Ez a monostor, melyet a tatárjárás után építettek, volt a nemzetség központja, melyből a mai Nyíradony nőtte ki magát.
1341-ben a Báthoriaké lesz, 1417-ben a Zelemérieké, majd 1457-ben királyi adományozás útján a Kállai család birtokába kerül a település.
1578-ban a török hadak tették a földdel egyenlővé, míg a 17. század végén pestis járvány néptelenítette el a környéket.
1712-ben Károlyi Sándor, nagyrészt vétel útján megszerzi Bátort, Lugost, és Adonnyal együtt a mai Aradványpuszta területét is. Elkezdi az román családok betelepítését erre a területre. A vidék népessége ma is őrzi ennek emlékét, a nagy számban előforduló Keczán, Herczku, Dráku, Pósán, Ádámku, Gorgyán stb.családnevekben. Az idegenek betelepítésének legfőbb indoka az volt, hogy a jobbágyok röghözkötöttsége miatt  Szabolcs vármegye más birtokairól telepeseket nem költöztethettek be.
A Károlyi birtokokon kialakuló és fejlődésnek induló majorsági gazdálkodás térhódításával a környékbeli tanyarendszer is rohamos fejlődésnek indult.
Az elmúlt évszázadok folyamatos háborúskodásai után a  18. század közepétől békésebb időszak köszöntött a vidékre. A földművelés uralkodóvá válása az állattenyésztéssel szemben egyre nagyobb létszámú földművelő népességet igényelt. Ez az oka annak, hogy a 19. század elejéig tót jobbágy családok költöztek Aradványpusztára. Ennek bizonyítékai, Aradványpuszta szláv személynévből származó előtagja és a szláv eredetű családnevek (Mercs, Kaprinyák, Tóth, Vórincsák, Zabiák stb.).
A Bach rendszer (1850-1867.) idején törvény tíltotta a tanyán lakást, abból a megfontolásból, hogy a fennálló szálláshelyek ne nyújtsanak menedéket a Nyírség erdeiben bújdosóknak. Nagyon szép korabeli, 1848-as "térképe a nagy és kis aradványi pusztának" itt:http://maps.hungaricana.hu/en/38280/?query=FEJZ%3D%28%22S%2082%20%E2%80%93%20K%C3%A1rolyi%20csal%C3%A1d%22%29
Az 1867-es kiegyezést követően a gazdasági helyzet stabilizálódik, a tanyák újra benépesülnek. Aradványpuszta a Károlyi család mintagazdaságának központja lesz, fényes bizonyítékát adva, hogy a homokon is lehet eredményeket elérni. Főleg dohány, rozs, burgonya és napraforgó termesztéssel foglalkoztak, a gyümölcstermelés még nem számottevő. Aradványpuszta lakói kizárólag rozskenyeret fogyasztottak. A szegényeb- bek évi termése a szűkös megélhetésen kívül a gazdasági felszerelések pótlására, javítására ment el. A tíz-húsz holdas gazdák is nyomorúságosan éltek, a cselédekről nem is beszélve. A lakóházak többsége egészségtelen putri, sárfalú, nád vagy szalmatetős ház. Az ország egyik legelmaradottabb vidéke, az analfabétizmus hazája volt.
1949-ben Aradványpusztát tanyaközponttá nyilvánítják. A kisebb tanyákat meg- szüntetik, vagy minden támogatást megvonnak tőlük. Ezek a családok a tanyaközpontba költöznek, elősegítve vele Aradványpuszta új lendületes fejlődését.
1949-től a volt Károlyi birtokok főintézőjének lakása lesz az új iskola telephelye. A népesség növekedése miatt szükségessé válik az  iskola bővítése. 1968-ban  iroda, 1972-ben majd 1980-ban további hat tanterem épül. 1975-ben elkészül a két csoportos óvoda épülete, mely önálló konyhával is rendelkezik. A 80-as évek végén egy volt istálló épületéből tanyaházat és orvosi rendelőt alakítanak ki. Az iskola 1994-ben tornateremmel és központi fűtéssel bővült. 2002-ben átadták a 8 tanteremmel és 3 kisteremmel működő, korszerűen felszerelt új épületet.
Mivel Aradványpuszta mind a mai napig közigazgatásilag Nyíradonyhoz tartozik, bízunk abban, hogy Nyíradony Város vezetősége felismeri a tanyavilág történelmi, néprajzi és gazdasági értékét és a jövőben eképp kezeli sorsát.

## Látnivalók
- Arany János Általános Iskola és Óvoda
- Tájház
- Művelődési ház
- "Túrós" tava